# Грін (округ, Міссісіпі)
Шаблон:StateAbbr_ 31°13′ пн. ш. 88°38′ зх. д. / 31.22° пн. ш. 88.64° зх. д.
Округ Грін (англ. Greene County) — округ у штаті Міссісіпі, США. Адміністративний центр округу — місто Ліксвілл. Площа округу становить 1846,7 км². Ідентифікатор округу 28041.

## Клімат
У окрузі Грін вологий субтропічний клімат. Протягом року випадає значна кількість опадів, навіть у найбільш посушливий місяць жовтень. Середньорічна температура — 18,4 °C та 1 589 мм — середньорічна норма опадів. Більша частина опадів випадає у березні, в середньому 170 мм.

## Історія
Округ утворений 1811 року.

## Демографія
За даними перепису
2000 року
загальне населення округу становило 13299 осіб, усе сільське.
Серед мешканців округу чоловіків було 7516, а жінок — 5783. В окрузі було 4148 домогосподарств, 3152 родин, які мешкали в 4947 будинках.
Середній розмір родини становив 3,12.
Віковий розподіл населення поданий у таблиці:
| Стать    | До 15 років | 15-21 | 22-29 | 30-39 | 40-49 | 50-65 | 65-85 | Понад 85 |
| -------- | ----------- | ----- | ----- | ----- | ----- | ----- | ----- | -------- |
| Чоловіки | 1335        | 934   | 1280  | 1323  | 1072  | 1023  | 506   | 43       |
| Жінки    | 1338        | 559   | 665   | 760   | 789   | 880   | 677   | 115      |

## Суміжні округи
- Вейн — північ
- Вашингтон, Алабама — північний схід
- Мобіл, Алабама — південний схід
- Джордж — південь
- Перрі — захід